# Liste der französischen Botschafter in St. Lucia
Die Botschaft befindet sich in Castries.
Der französische Botschafter in Castries ist regelmäßig akkreditiert seit
- 1975 in St. George’s, Grenada
- 1975 in Basseterre, St. Kitts und Nevis
- 1979 in Roseau, Dominica
- 1982 in Saint John’s
- 1982 in Kingstown, St. Vincent und die Grenadinen

sowie bei der Organisation Ostkaribischer Staaten.
| Ernennung für St. Lucia | Ernennung für Antigua und Barbuda | Name                        | Bemerkungen               | ernannt von              | akkreditiert während der Regierung von | Posten verlassen |
| ----------------------- | --------------------------------- | --------------------------- | ------------------------- | ------------------------ | -------------------------------------- | ---------------- |
| 14. Sep. 1979           | 14. Mai 1982                      | René de Choiseul-Praslin    | Amtssitz in Port of Spain | Valéry Giscard d’Estaing | Allan Fitzgerald Laurent Louisy        |                  |
| 13. Okt. 1982           | 24. Aug. 1982                     | Françoise Claude-Lafontaine | Amtssitz in Port of Spain | François Mitterrand      | John Compton                           |                  |
| 3. Nov. 1987            | 2. Apr. 1984                      | Gilbert Bochet              | [ 3 ]                     | François Mitterrand      | John Compton                           |                  |
| 3. Nov. 1987            | 3. Dez. 1987                      | René Bucco-Riboulat         |                           | François Mitterrand      | John Compton                           |                  |
| 22. Nov. 1989           | 30. Mai 1990                      | Jean-Paul Schricke          |                           | François Mitterrand      | John Compton                           |                  |
| 1. Juli 1992            | 21. Sep. 1992                     | Sylvie Alvarez              |                           | François Mitterrand      | John Compton                           |                  |
| 10. Apr. 1996           | 7. Aug. 1996                      | Hélène Dubois               |                           | Jacques Chirac           | Vaughan Allen Lewis                    |                  |
| 15. Mai 1998            | 2. Dez. 1998                      | Claude Losguardi            |                           | Jacques Chirac           | Kenneth Anthony                        |                  |
| 24. Aug. 2000           | 9. Okt. 2000                      | Henri Vidal                 |                           | Jacques Chirac           | Kenneth Anthony                        |                  |
| 25. Aug. 2003           | 17. Sep. 2003                     | Bernard Venzo               |                           | Jacques Chirac           | Kenneth Anthony                        |                  |
| 15. Nov. 2006           |                                   | Michèle Sauteraud           |                           | Jacques Chirac           | John Compton                           |                  |
| 8. Dez. 2009            |                                   | Michel Prom                 |                           | Nicolas Sarkozy          | Stephenson King                        |                  |
| 2013                    |                                   | Éric de La Moussaye         |                           | François Hollande        | Kenneth Anthony                        |                  |
| 2016                    |                                   | Philippe Ardanaz            |                           | François Hollande        | Allen Chastanet                        |                  |

Quelle: